# Петршичкова, Квета
Кветослава (Квета) Петршичкова (чеш. Květoslava (Květa) Petříčková, 17 июля 1952, Прага, Чехословакия) — чехословацкая хоккеистка (хоккей на траве), полевой игрок. Серебряный призёр летних Олимпийских игр 1980 года.

## Биография
Квета Петршичкова родилась 17 июля 1952 года в Праге.
Играла в хоккей на траве за «Богемианс» из Праги, в составе которых пять раз была чемпионкой страны.
Выступала за сборную Чехословакии в 1968-1982 годах, провела 89 матчей, забила 13 мячей.
В 1980 году вошла в состав женской сборной Чехословакии по хоккею на траве на летних Олимпийских играх в Москве и завоевала серебряную медаль. Играла в поле, провела 5 матчей, мячей не забивала.
Завершила игровую карьеру в 1984 году после первого для сборной Чехословакии чемпионата Европы в Лилле, где она заняла 9-е место.